# Société canadienne de l'identité
Pour les articles homonymes, voir SCI.
La Société canadienne de l'identité (SCI) est une association de professionnels bilingue (français-anglais) sans but lucratif regroupant des membres policiers et civils qui partagent un intérêt et un emploi dans le domaine de la police technique.  Elle est également connue en anglais sous le nom de Canadian Identification Society (CIS)
La SCI fut créée officiellement le 13 novembre 1977, à la suite de la signature des lettres patentes par le gouvernement du Canada.  Les membres fondateurs de la SCI furent :
- Lloyd Dunham
- Christopher O. Tiller
- Howard Hall
- Clayton Bigras
- Roger Remillard
- Richard Jordon
- Allen Wrenshall
- Donald Braithwaite
- Harold G. Tuthill
- Donald Guttman
- Ronald Duck

Bien que la Société soit principalement une organisation canadienne comprenant plus de huit cents (800) membres à travers le Canada, elle regroupe également des membres des États-Unis, de l’Australie, de l'Angleterre ainsi que d’autres communautés internationales.

## Buts et Mission
La Société canadienne de l'identité (SCI) est une association professionnelle dont les membres sont engagés scientifiquement dans la protection, l’enregistrement de la scène de crime, les méthodes de recherche des preuves (pièce à conviction), la photographie, la dactyloscopie, l’anthropométrie, le portrait-robot, la topographie, les plans et croquis, et l’identité judiciaire.
La SCI supporte la recherche continue dans toutes les facettes de la police technique et garde ses membres informés et au courant des dernières technologies en leur présentant d'excellentes opportunités de formation et des liens vers des ressources éducationnelles.  Elle sert ses membres en encourageant des spécialistes de la police technique à échanger leur savoir et expérience.

## Liste des Présidents
- Christopher O. Tiller (1977-1978)
- Scott J.J. Raybould (1978-1979)
- C.F. Cecil Brown (1979-1980)
- Donald Nelson (1980-1981)
- William R. Pryde (1981 - 1982)
- Archie G.A. Purgavie (1982 - 1983)
- John E. Duncan (1983 - 1984)
- S.H. Sim Wentzell (1984 - 1985)
- Robert L. Bridgewater (1985 - 1986)
- Kenneth J. Collier (1986 - 1987)
- William Donald Dixon (1987 - +)
- Spencer M. Hilton (1987 - 1988)
- Ross E. Reed (1988 - 1989)
- Donald F. Taylor (1989 - 1990)
- H. Gregg McKinnon (1990 - 1991)
- James R. McConnell (1991 - 1992)
- Anthony J. Bouwmeester (1992 - 1993)
- Janet N. Holt (1993 - 1994)
- Ronald E. Yeomans (1994 - 1995)
- Herbert J.M. Durand (1995 - 1996)
- Bryan Amos (1996 - 1997)
- J.D. Bert Hudon (1997 - 1998)
- Robert B. Kennedy (1998 - 1999)
- Brent Walker (1999 - 2000)
- Scott Brown (2000 - 2001)
- Henry Kinsella (2001 - 2002)
- John P. (Pat) Downey (2002 - 2003)
- Glen Saunders (2003 - 2004)
- Mary Beeton (2004 - 2005)
- Grant Boulay (2005 - 2006)
- Paul Gagnon (2006 - 2007)
- Shelly Massey (2007 - 2008)
- Alexandre Beaudoin (2008 - 2009)
- Matthew Lewandowski (2009 - 2010)
- Stuart Wyatt (2010 - 2011)
- Wade Knapp (2011-2012)
- Shawna Laird (2012-2013)
- John Aitkenhead (2013-2014)
- Dwayne Raymond (2014-2016
- Jessica Piekny (2016-2018)
- Tamryn Loy Son (2018-2022)
- Tiffany deLeon (2022-)

+ = Décédé lors de son mandat

## Prix

### Prix Tiller
Christopher O. Tiller, un des membres fondateurs de la SCI, a créé le Prix Tiller pour les membres de la SCI qui ont représenté l'excellence en termes de photographie policière. Ce prix est offert annuellement. Seuls les membres en règle de la SCI sont éligibles.
Récipiendaires: 
- Archie G.A. Purgavie
- Brian Ward
- Angus Noseworthy
- Kenneth Lugg
- David Zauner
- Carey Smith
- David Banks
- Wayne Harnum
- David E. Black
- Gary Leydier
- Al Misner
- David J. Hamer
- Alexander D. McMurrich
- Douglas Handy
- Ronald M. Gilbert
- Leonard B. Shaw
- Robert B. Kennedy
- Joseph Slemko
- W. Derrick Swiderski
- William B. Benjamin
- Suki Thind
- Michael Reid
- Sharon Smith
- John D. Stewart
- Alexandre Beaudoin
- Bruce Hamblin
- Grant Boulay
- Denis P Turcotte

### Prix Edward Foster
Ce prix fut nommé en l'honneur d'Edward Foster, le fondateur du système dactyloscopique au Canada, et a pour but d'encourager les membres de la SCI à poursuivre des recherches qui pourraient profiter à la profession de la police technique.  Ce prix souligne la contribution de grande ampleur du récipiendaire pour son domaine.
Récipiendaires: 
- Brian E. Dalrymple
- Harold G. Tuthill
- Robert A. McPherson
- Jack Milligan
- Maurice E. Wolff
- Paul Morin
- David Ashbaugh
- Robert B. Kennedy
- Pat Laturnus
- Maurice Nadeau
- Alexandre Beaudoin
- Della Wilkinson
- Rick Devine

### Prix commémoratif de la recherche et essais William Donald Dixon
William Donald Dixon, un des membres fondateurs de la SCI, a créé deux prix de recherche, d'un montant de 500$ chacun (CAD$), pour l'engagement personnel dans la recherche en police technique.
Récipiendaires: 
- John Badowski (1989)
- Byron Ferguson (1990)
- David Ashbaugh (1991)
- Ron Yeomans (1994)
- Tara Nicholls (2000)
- Zain Bhaloo (2009)
- Requell Weisbrod (2011)

### Prix Michael J. Cassidy
Michael J. Cassidy a fait des contributions significatives pour la comparaison et l'identification des empreintes de pas. Ce prix encourage le professionnalisme et l'innovation dans la récupération et l'identification de preuves en empreintes de pas, reconnaissant l'excellence dans la comparaison de ces traces.  Seuls les membres en règle de la SCI sont éligibles.
Récipiendaires: 
- Wayne Harnum
- Don Hulsman
- Rob Gervais
- Shelly Massey
- Bruce Hamblin

### Prix Jack Milligan
Jack Milligan est un des premiers membres de la SCI. Trois prix, aux montants de 500$, 300$ et 200$ (CAD$), sont disponibles pour les membres dont les pairs reconnaissent leur réussite marquante dans le domaine des empreintes digitales. Ce prix peut être remis en argent, ou servir de bourse pour assister à une future Conférence éducative de la SCI.
Récipiendaires: 
- RCMP – Ottawa Latent Fingerprint Bureau
- Bradley J. Butler
- CIS Friction Ridge Certification Committee (John Aitkenhead, Shawna Laird, Jean Séguin, Ralph Gutoskie)

,

## Journal
La publication semestrielle de l'organisation, Identification Canada, est un Journal couleur de 40 pages révisé par les pairs. Ce journal est, en majeure partie, bilingue. Il s'agit d'un moyen d'échanger des techniques et des idées à la fine pointe du développement technologique et scientifique de la police technique, ainsi que de transmettre différentes opportunités de formation et les détails exécutifs de la Société.
Éditeurs
- Lloyd Dunham (1977 - 1978)
- Ivan Brown (1978 - 1979)
- L.M. Schulhauser (1979 - 1981)
- Jack Milligan (1981 - 1989)
- Neala Taylor (1989 - 2002)
- Della Wilkinson (2002 - 2012)
- Wade Knaap (2012 - 2023)
- Jessica Piekny (2023 - )

## Conférence éducative annuelle
Chaque année, la SCI présente une activité de formation pour rassembler les professionnels du domaine de la police technique.  Cette Conférence éducative annuelle est présentée dans une différente ville du Canada, chaque année, par la SCI et un corps policier local.
- 1978 – Ottawa – Gendarmerie royale du Canada/Collège Canadien de Police
- 1979 – Régina – Regina Police Service
- 1980 – Peterborough - Peterborough Police Department
- 1981 – Vancouver – Vancouver Police Department
- 1982 – Montréal – Service de police de la ville de Montréal
- 1983 – Calgary – Calgary Police Service
- 1984 - St-John's – Royal Newfoundland Constabulary
- 1985 – Winnipeg – Winnipeg Police Service
- 1986 – Burlington – Halton Regional Police Service
- 1987 – Victoria – Saanich Police Department
- 1988 – Toronto Métro – Toronto Police Service
- 1989 – Edmonton – Edmonton Police Service
- 1990 – Capital Region - 9 Dept's
- 1991 – Saint John - Saint John Police Department
- 1992 – Hamilton - Hamilton-Wentworth Regional Police Service
- 1993 – Vancouver – Vancouver Police Department
- 1994 – Windsor - Windsor Police Department / Michigan-Ontario Identification Association
- 1995 – Halifax – Gendarmerie royale du Canada
- 1996 – Orillia – Police provinciale de l'Ontario
- 1997 – Edmonton – Edmonton Police Service
- 1998 – Kitchener – Conestoga College
- 1999 – Frédéricton – Police provinciale de l'Ontario
- 2000 – Vancouver - Delta Police Department
- 2001 – Ottawa – Ottawa Police Service
- 2002 – Mississauga – University of Toronto at Mississauga
- 2003 – Ottawa - Société Canadienne de l'Identité/ International Association for Identification
- 2004 - St-John's – Royal Newfoundland Constabulary
- 2005 – Calgary – Calgary Police Service
- 2006 – Windsor – University of Windsor / Canadian Society of Forensic Science / Société Canadienne de l'Identité
- 2007 – Montréal – Sûreté du Québec
- 2008 – Halifax – Atlantic Canada Death Investigators / Canadian Society of Forensic Science / Société Canadienne de l'Identité
- 2009 - Vancouver - British Columbia Institute of Technology / New Westminster Police Service
- 2010 - Orillia – Police provinciale de l'Ontario
- 2011 – Ottawa – Gendarmerie royale du Canada
- 2012 – Calgary – Calgary Police Service
- 2013 – Richmond, C.B. - Société Canadienne de l'Identité
- 2014 – Toronto - Société Canadienne de l'Identité